# Newhalen
Newhalen es una ciudad ubicada en el borough de Lake and Peninsula en el estado estadounidense de Alaska. En el Censo de 2010 tenía una población de 190 habitantes y una densidad poblacional de 8,91 personas por km².

## Geografía
Newhalen se encuentra en las coordenadas 59°44′13″N 154°54′3″O / 59.73694, -154.90083. Según la Oficina del Censo de los Estados Unidos, Newhalen tiene una superficie total de 21.32 km², de la cual 15.29 km² corresponden a tierra firme y (28.28%) 6.03 km² es agua.

## Demografía
Según el censo de 2010, había 190 personas residiendo en Newhalen. La densidad de población era de 8,91 hab./km². De los 190 habitantes, Newhalen estaba compuesto por el 7.37% blancos, el 0.53% eran afroamericanos, el 80% eran amerindios, el 0% eran asiáticos, el 0% eran isleños del Pacífico, el 0% eran de otras razas y el 12.11% pertenecían a dos o más razas. Del total de la población el 2.63% eran hispanos o latinos de cualquier raza.